# Rhizedra lechneri
Rhizedra lechneri är en fjärilsart som beskrevs av Hans Rebel. Rhizedra lechneri ingår i släktet Rhizedra och familjen nattflyn. Inga underarter finns listade.